# Gunnar Hakeman

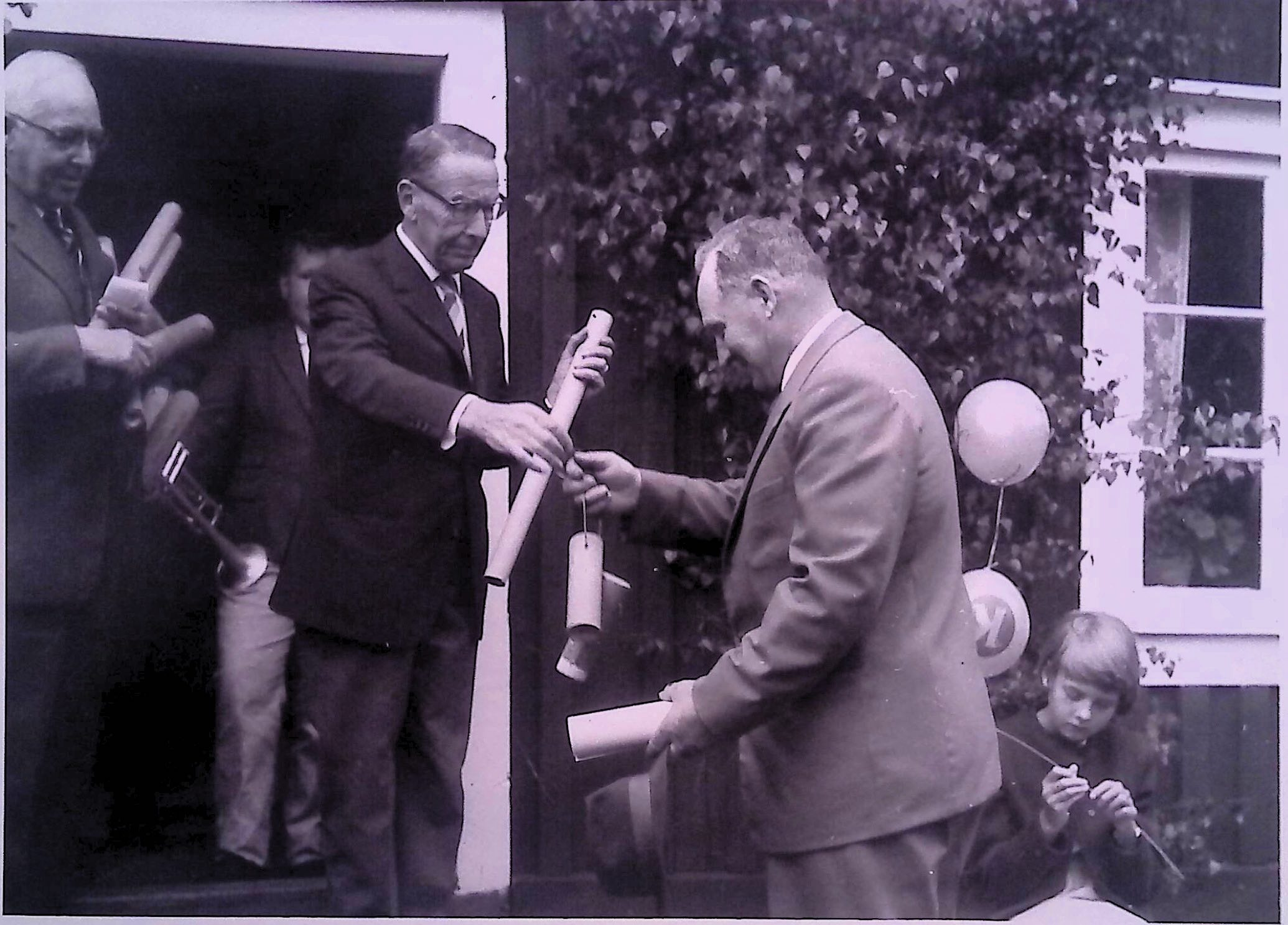
Holger Lydén mottager fullmakt som roteombud av Gunnar Hakeman, midsommarafton 1964.

Axel Edvard Gunnar Hakeman, född 3 juli 1901 på Hakarps säteri, död 29 juli 1965 på samma plats, var en svensk godsägare, landstingsman och politiker verksam i Högerpartiet.

## Biografi
Gunnar Hakeman föddes 1901 på Hakarps säteri i Hakarps socken som son till riksdagsmannen K. J. Gustafsson och Augusta Johansson. Han var bror till Elin Hakeman och Fritiof Domö. Han tog studenten i Jönköping och var under några år inspektor på faderns närliggande gård Stensholms säteri, innan han förvärvade Hakarps säteri.
Hakeman grundade Högerns ungdomsförbunds avdelning i Hakarps landskommun, och var under ett antal år ordförande för ungdomsförbundets distrikt i Jönköpings län. Till sin bortgång var han ledamot av Högerpartiets förbundsstyrelse i länet, och hade en rad förtroendeuppdrag i både kommun och kyrka. Bland annat var han vice ordförande i kommunfullmäktige och i kommunalnämnden. Dessutom var han ledamot i både kyrkorådet och kyrkofullmäktige, samt ordförande i länets kristidsstyrelse. Under 17 år representerade han Högerpartiet i Jönköpings läns landsting. Från 1944 var han nämndeman och ordförande i hushållsgillet i Hakarps kommun.
1956 hade landshövdingen Olle Ekblom, i samstämmighet med länets lantbruksstyrelse, föreslagit Hakeman till en vakant plats i Jönköpings läns lantbruksnämnd. Jordbruksminister Sam B. Norup valde dock istället att utse landstingsmannen Einar Johansson från Skeppsås i Eksjö kommun, vilket Ekblom tolkade som en olycklig politisering av nämndarbetet. Detta föranledde att Ekblom begärde hos kungen att omedelbart få lämna sin plats i nämnden, och i februari 1957 lämnade han även sin plats som landshövding.
Han var gift med Märta Hakeman, född Ernfors, och efterlämnade vid sin död tre barn.